# Lincoln, New Hampshire
Lincoln är en kommun (town) i Grafton County i delstaten New Hampshire, USA med 1 662 invånare (2010). 